# Üdvtörténet
Az üdvtörténet keresztény fogalom, amely alatt az emberiség teljes múltját és jövőjét értik, amennyiben azt a várt üdvösség szempontjából eszkatologikusan szemlélik és értelmezik.
Először is általános fogalom, amely a kereszténység tanításában azt jelöli, hogy Isten hordozza az emberiségnek, mint egésznek a történelmét, amelyben minden embernek felajánlotta az üdvösséget, és kegyelme, valamint a megigazulás ténylegesen realizálódott az emberiségben. A fogalom jelenti továbbá az üdvösség e tapasztalatainak és konkretizálódásainak történetét az egész emberiségen belül. Továbbá azt is jelenti, hogy az üdvösség kereszténység előtti és kereszténységen kívüli tapasztalatai dinamikusan az üdvösségnek Krisztusban beköszöntött voltaképpeni idejére, kairoszára irányulnak.
A kifejezést leginkább keresztény környezetben használják, és a keresztény teológia a fogalmat a 19. század közepe táján alkotta meg. Különböző összefüggésekben másképp használják, és teológiai vonatkozásai miatt kezdettől fogva ellentmondásos.

## Keresztény üdvtörténet
A keresztény üdvtörténetet három fő szakaszra osztják:
- Első szakasz: A világ teremtésétől az Ábrahám előtti időkig. Ez idő alatt két szövetség volt, Ádámmal és Noéval.
- Második szakasz: Ábrahám elhívásától Krisztusig.
- Harmadik szakasz: Krisztus megtestesülésétől a parúziáig.

Az üdvtörténet fontos állomásai: az ember teremtése, a bűnbeesés, az eredendő bűn és a Paradicsomból való kiűzés, amely az Istentől, mint az élet forrásától való elszakadást jelképezi. Aztán Izráel, mint választott nép az Ószövetségben, Ábrahám elhívásától kezdve. A csúcspontot Jézus Krisztus földi élete, kereszthalála és feltámadása jelenti. Az üdvtörténet beteljesedése az egyetemes feltámadás, a végső ítélet és az örök élet.
Az üdvtörténetnek két fő fordulópontja van: 
- az első a bűnbeesés, amelynek következtében valamennyi Ádámtól és Évától született és leszármazott ember eredendő bűnben fogant és kárhozatra érdemes,
- a második hogy Krisztus a bűnös emberekért való halálával valamennyi ember számára megnyitotta az üdvözülés útját.